# Superlega (pallavolo)
La Superlega è la massima serie del campionato italiano di pallavolo maschile ed è organizzata annualmente dalla Lega Pallavolo Serie A, in collaborazione con la FIPAV. La squadra vincitrice del torneo si fregia del titolo di Campione d'Italia e ottiene il diritto di portare sulla propria divisa lo scudetto.
Dal 1946 al 1977 il torneo è stato denominato Serie A, mentre dal 1977 al 2014 Serie A1.

## Storia del campionato

### I campionati dal 1946 al 1975
Il primo campionato di Serie A si disputò a Genova dal 15 al 17 agosto 1946, pochi mesi dopo la fondazione della FIPAV. Vi presero parte 18 club, che disputarono una fase eliminatoria e un girone finale da 8 squadre. Le partite duravano due set ed era ammesso il pareggio. L'anno successivo, a Ravenna, il numero delle partecipanti salì a 22, ridimensionate nel 1948, quando un semplice all'italiana da 7 squadre fu disputato nelle città di Bologna e Milano. Nel 1949 un nuovo cambiamento, con l'eliminazione del pareggio e il passaggio da gare di due a gare di cinque set.
Se a lottare per i primi scudetti furono soprattutto la forte Robur Ravenna e la Borsalino Alessandria, con l'inizio degli anni cinquanta furono la Pallavolo Parma e diverse società di Modena (l'Avia Pervia di Franco Anderlini, la Minelli, la Villa d'Oro) a dominare il panorama della pallavolo nazionale. Lo scudetto rimase a Modena, in particolare, per undici stagioni consecutive tra il 1953 e il 1963.
Nel 1952 fu disputato il primo vero girone all'italiana a giornate, con l'introduzione del pareggio sul 2-2 (poi abolito nel 1954); a causa di rinunce e defezioni, nel decennio successivo il numero di partecipanti variò spesso da un massimo di 10 a un minimo di 7 squadre. Il campionato 1962-63 fu il primo a essere disputato in inverno; nel 1963-64 le squadre salirono a 12 e nel 1973-74 toccarono quota 14. Nel 1964 la Ruini, squadra dei Vigili del Fuoco di Firenze, aveva interrotto il primato emiliano e modenese: nel decennio successivo i toscani primeggiarono poi al fianco di Virtus Bologna e Parma. Nel 1968-69 una nuova società, la Panini, guidata da Anderlini riportò nuovamente lo scudetto a Modena.

### La nascita dell'A1
Nel 1975-76 e nel 1976-77 fu temporaneamente abbandonato il girone unico per un nuovo sistema, con le partecipanti (prima 16 e poi 24) suddivise in gironi e poi destinate a due distinti tornei, nei quali avrebbero gareggiato per lo scudetto o per la salvezza. Con il campionato 1977-78 fu ripristinato il girone unico a 12 partecipanti. Nel frattempo, nel 1975 era stata creata la A2, un torneo da otto squadre che crebbe nel corso del tempo, fino ad arrivare alla formula a due gironi del campionato 1979-80. Negli anni settanta, periodo di grande splendore per la Panini, trovarono posto gli exploit di Ariccia, campione nel 1974-75, poi Accademia dello Sport di Roma (nel 1977 portò per la prima volta lo scudetto del volley nella Capitale), e della Paoletti di Catania, prima società siciliana a vincere un campionato nazionale. In quel periodo era partita inoltre la scalata al vertice della CUS Torino di Silvano Prandi, che negli anni ottanta diede vita, con la rediviva Parma, a spettacolari sfide scudetto.
Nel 1981-82 furono introdotti per la prima volta i play-off scudetto, che si disputarono tra le prime otto classificate in campionato al meglio di tre gare. Dal 1983-84 furono chiamate a disputare i play-off anche le prime classificate dei due gironi in cui la A2 era divisa fino al 1989-90, stagione del ritorno al girone unico e della prima sponsorizzazione del campionato da parte del salumificio Wuber. Al 1987 risale la fondazione della Lega Pallavolo Serie A; nel 1989-90 le squadre di A-1 diventarono quattordici, salvo poi ritornare dodici nel 1994-95. Sul finire degli anni Ottanta, in concomitanza con l'esplosione della cosiddetta "generazione di fenomeni" e con la scalata della pallavolo italiana ai vertici dello sport mondiale, si assistette al prepotente ritorno di Modena, mentre diverse società crebbero grazie ai finanziamenti di grandi gruppi imprenditoriali: tra queste, la Pallavolo Falconara, la Gonzaga Milano e la Porto Ravenna, campione nel 1990-91.
Una lenta decadenza aveva escluso dalla Serie A storici centri della pallavolo come quelli appena citati e come Torino, Catania, Bologna e Parma, mentre nascevano in tutta Italia nuove realtà come Padova, Montichiari, Cuneo e Macerata, presto ai vertici nazionali. Nel 1993-94 vinse poi il suo primo titolo la Sisley Treviso, destinata a dominare la pallavolo italiana nei quindici anni successivi; nel frattempo venivano sperimentati inediti meccanismi per i play-off che assegnavano lo scudetto: l'esperimento dei "play-off a tabelloni" del 1995-96 fu presto accantonato e si ritenne opportuno ritornare alle origini, con le sole prime otto classificate di A1 a giocarsi la vittoria dello scudetto. In seguito all'introduzione del Rally Point System (1999-2000, anno del definitivo allargamento delle squadre dell'A1 a 14) e agli investimenti di canali televisivi per lo più satellitari, il campionato si spettacolarizzò, attirando a sé un numero sempre crescente di spettatori e appassionati, e suscitando l'interesse di imprenditori che portarono piccole società di provincia come Piacenza, Perugia e Trento, al ruolo di realtà emergenti della pallavolo italiana. Più confusa la situazione nelle metropoli: malgrado i successi di Roma, già campione nel 1999-2000 e vincitrice della Coppa CEV nel 2008 con l'ambiziosa M. Volley, sia nella capitale sia a Milano il movimento pallavolistico è rimasto oscurato da altri sport come pallacanestro, annullando vari tentativi di portare il volley di vertice nelle grandi città.

## Statistiche

### Le squadre
A partire dalla stagione 1977-78 il massimo campionato ha assunto in modo definitivo il formato a girone unico sotto la denominazione di Serie A1. Ai 45 campionati disputati fino alla stagione 2021-22 hanno preso parte complessivamente 82 squadre.
- 46 volte: Modena
- 27 volte: Lube
- 25 volte: Piemonte, Gabeca
- 23 volte: Treviso, Trentino
- 22 volte: Parma
- 21 volte: Top Volley Latina
- 20 volte: Padova
- 18 volte: Petrarca
- 17 volte: Gonzaga Milano, NBV
- 16 volte: Piacenza
- 15 volte: Vibo Valentia, Zinella Bologna
- 14 volte: Falconara
- 12 volte: Porto Ravenna, Torino, Milano
- 11 volte: Catania
- 10 volte: Umbria, Sir Safety Perugia
- 9 volte: Porto Robur Costa, Powervolley Milano
- 8 volte: Virtus Sassuolo
- 7 volte: 4 Torri Ferrara, Prisma Taranto
- 6 volte: Chieti, Forlì, Casadio Ravenna, Accademia dello Sport, Roma
- 5 volte: Voluntas Asti, Belluno
- 4 volte: New Mater, Capurso Gioia, Loreto, Molfetta, M. Roma, Schio, Argos, Marconi, You Energy
- 3 volte: Agrigento, Brescia, Città di Castello, Napoli, CUS Pisa, Lupi Santa Croce, Virgilio
- 2 volte: Virtus Fontanafredda, Mantova, Pineto, Prato, Robur Angelo Costa, Galileo Giovolley, Magna Grecia, Ravalico Trieste, Falchi Ugento, Emma Villas, Verona
- 1 volta: Dorica, Battipaglia, Brugherio, Cagliari, Catania Sporting, Cesenatico, Volley Corigliano, Cremona, Virtus Fano, CUS Firenze, Lazio, Sparkling Milano, Palermo, Ducato, Pescara, San Giuseppe Vesuviano, Altotevere, Olimpia Sant'Antioco, Adriavolley, CUS Trieste, Di.Po. Vimercate

#### Partecipazioni ai play-off
I dati della seguente tabella sono aggiornati alla stagione 2021-22 (compresa nel computo).
- 37 volte: Modena
- 25 volte: Lube
- 24 volte: Treviso
- 22 volte: Piemonte
- 21 volte: Gabeca
- 19 volte: Padova
- 18 volte: Parma, Trentino
- 12 volte: Gonzaga Milano, Piacenza
- 9 volte: Zinella Bologna, Falconara, Ravenna Volley, Sir Safety Perugia, Verona
- 7 volte: Torino, Top Volley Latina, Milano
- 6 volte: Umbria, Vibo Valentia
- 4 volte: Voluntas Asti, Catania, 4 Torri Ferrara, Powervolley Milano
- 3 volte: Brescia, Roma, M. Roma, Virtus Sassuolo, Schio, Falchi Ugento, Porto Robur Costa
- 2 volte: Chieti, Molfetta, Palermo, Prato, Lupi Santa Croce, Marconi, You Energy
- 1 volta: Agrigento, New Mater, Città di Castello, Cremona, CUS Firenze, Accademia dello Sport, San Giuseppe Vesuviano, Altotevere, Prisma Taranto, Di.Po. Vimercate, Verona

## Sponsor
Dal 1989 il campionato abbina il suo nome ad aziende per scopi pubblicitari. Questo l'elenco degli sponsor che hanno collaborato con la Lega Pallavolo Serie A.
- 1989-1991: Wuber Salumi
- 1991-1995: Acqua Boario
- 1995-1997: Kraft Mayonnaise
- 1997-1999: La Trentina - Mela dei Campioni
- 1999-2003: LG Electronics
- 2003-2010: TIM
- 2010-2012: Sustenium Plus
- 2012-2013: Linkem (solo play-off)
- 2013-2014: UnipolSai (solo play-off)
- 2013-2018: UnipolSai
- 2018-: Credem